# 九嶷琴派
九嶷琴派，或稱九嶷派，為民國初年在北京出現的古琴流派，創始人楊宗稷（字時百，號九嶷山人）以「九嶷琴社」為名招收弟子，在當時享有盛名，故被稱為九嶷琴派。

## 代表人物
九嶷琴派創始人是楊宗稷，其古琴師事京城琴家黃勉之。
黃勉之主要師承廣陵琴派釋空塵，自稱其法得“廣陵正宗”，因此也有琴人將九嶷派看成是廣陵派的一個分支。然而，從文獻和前輩琴家的記述來看，楊宗稷的演奏風格和黃勉之並不一致，例如：管平湖曾表示楊時百彈的〈漁歌〉已非黃勉之原法。
楊宗稷的學生有其子楊葆元及管平湖、李靜（伯仁）、關仲航、彭祉卿等人。

## 代表著作
- 《琴學叢書》是楊時百編纂的一部琴學專著。曲譜部分有32首，附有工尺板眼。對《幽蘭》、《廣陵散》等久已絕響的傳統名曲也作了點拍的嘗試。